# Meiseldorf
Meiseldorf je obec v Rakousku ve spolkové zemi Dolní Rakousy v okrese Horn. Žije v ní 903 obyvatel (podle sčítání z roku 2016).

## Poloha
Meiseldorf se nachází v severní části spolkové země Dolní Rakousy v regionu Waldviertel. Leží asi 6 km východně od okresního města Horn. Rozloha území obce činí 35,44 km², z nichž 26,2 % je zalesněno.

### Členění
Území obce Meiseldorf se skládá ze čtyř částí (v závorce je uveden počet obyvatel k 1. 1. 2015):
- Kattau (201)
- Klein-Meiseldorf (398)
- Maigen (96)
- Stockern (208)

## Pozoruhodnosti
- Zámek Kattau v Kattau
- Zámek Stockern ve Stockernu

## Osobnosti
- Kandidus Pontz von Engelshofen (1803 – 1866), historik, bydlel v zámku Stockern
- Josef von Hempel (1800 – 1871), malíř, majitel panství Kattau
- Jan Maxmilián z Lambergu (1608 – 1682), rakouský aristokrat, diplomat a ministr, majitel panství Stockern
- Bertha von Suttnerová (1843 – 1914), psala na zámku Stockern svůj román Die Waffen nieder! (česky: Odzbrojte)

## Fotogalerie

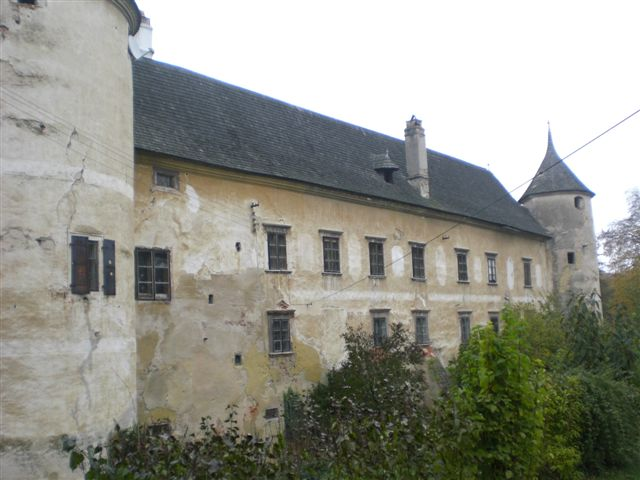
Zámek Stockern
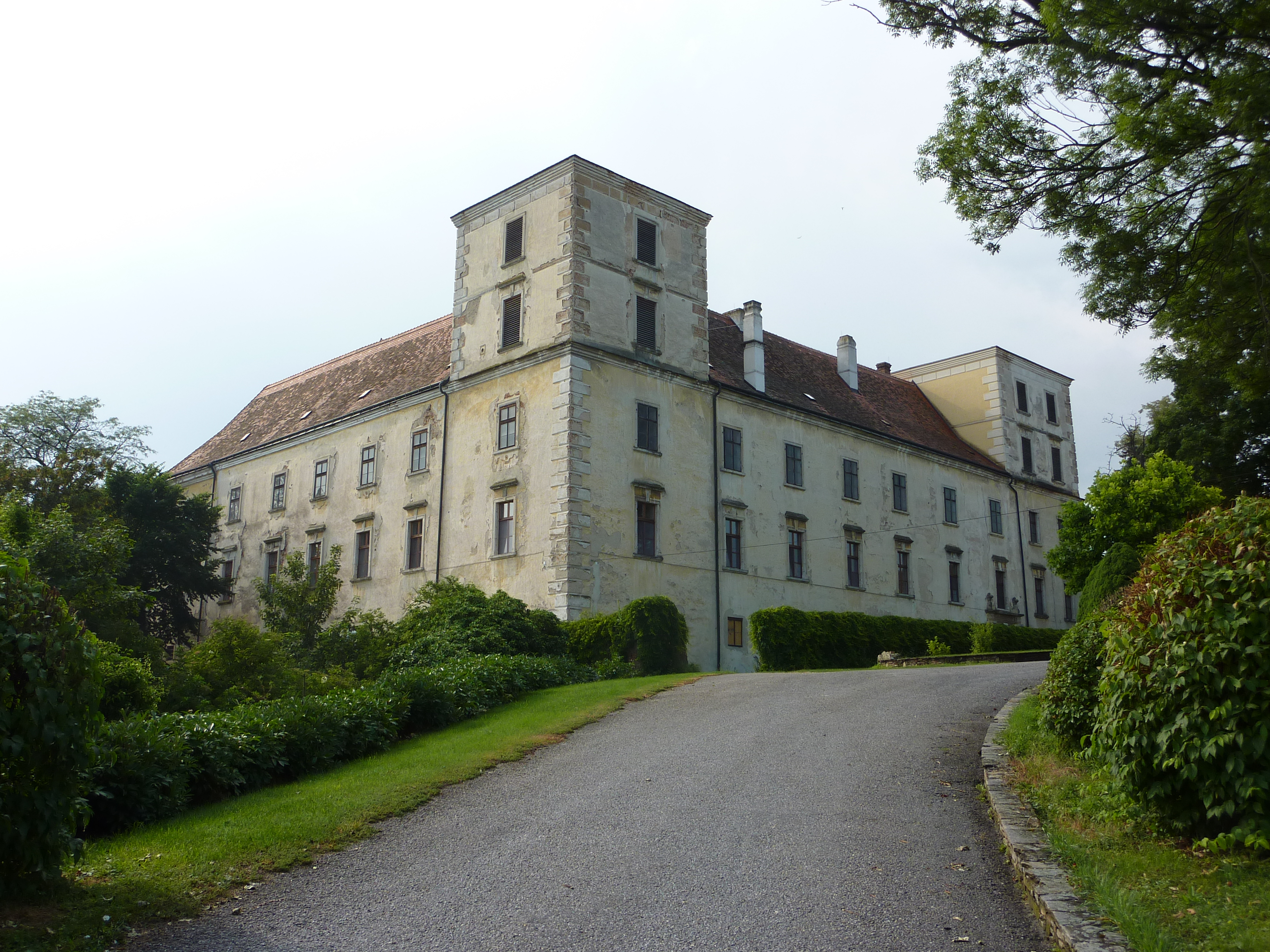
Zámek Kattau
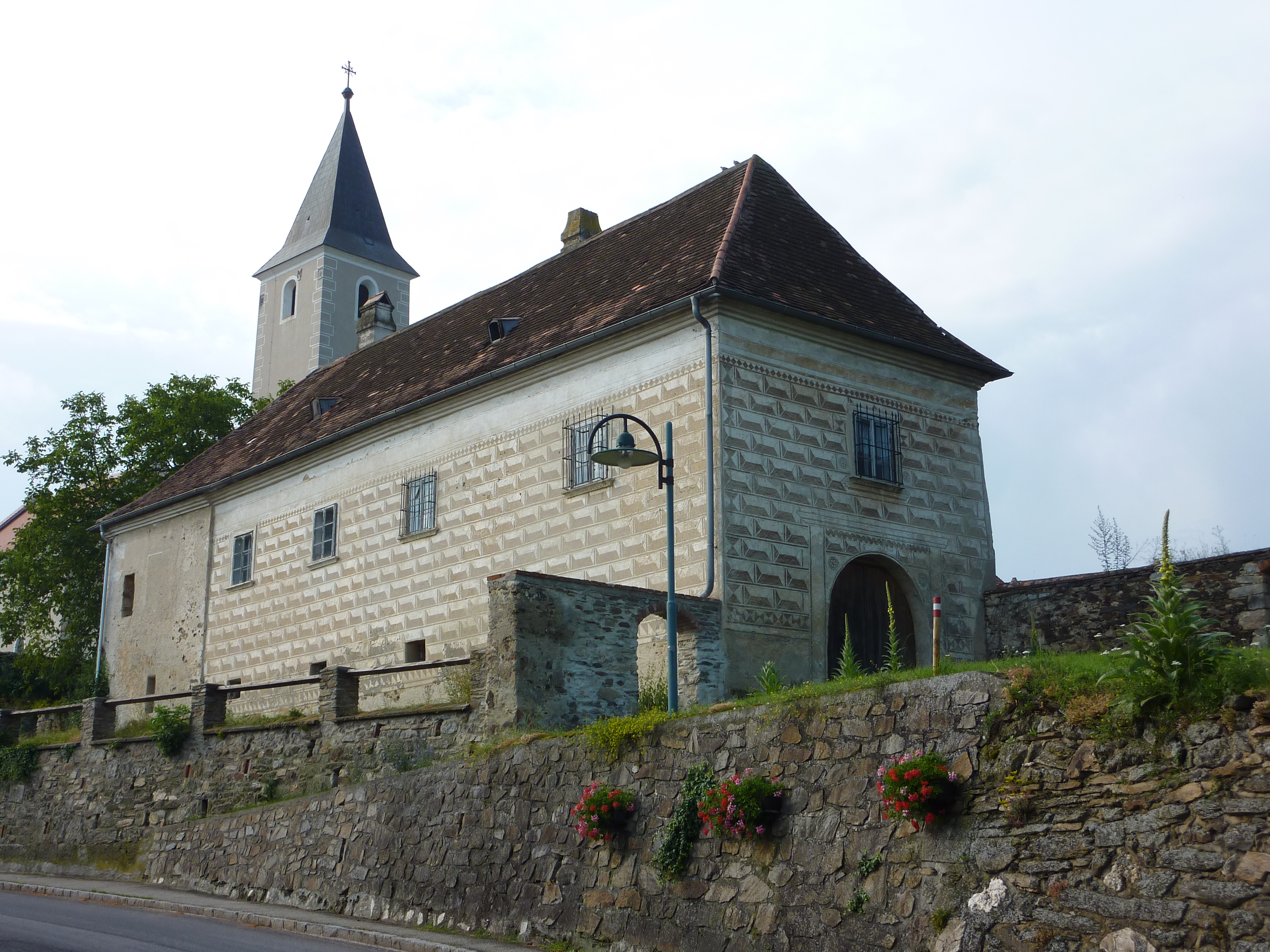
Fara v Maigenu
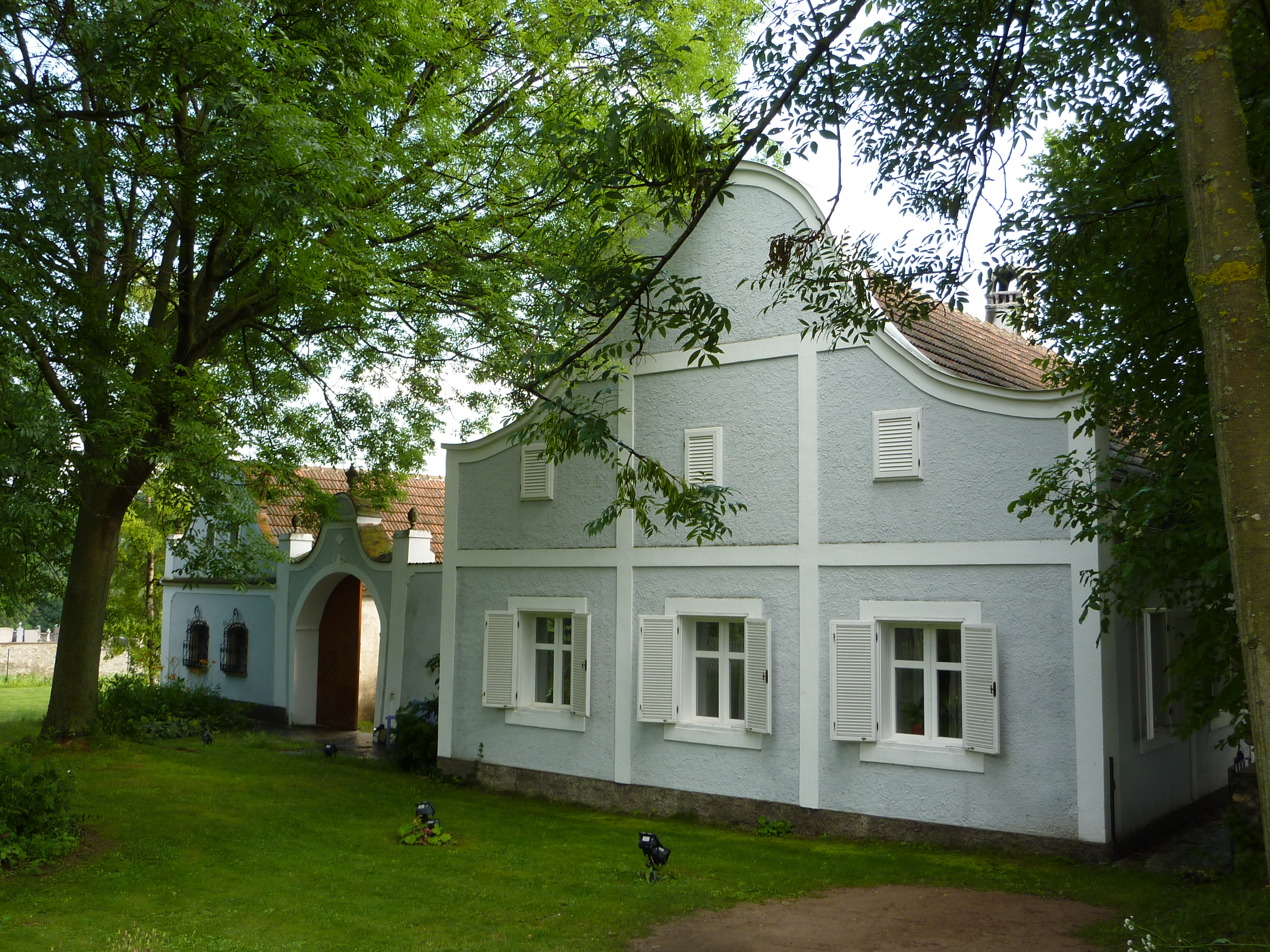
Mlýn v Kattau